# Keila (rijeka)
Keila je rijeka u sjevernoj Estoniji u okruzima Harju i Rapla. Duga je 107 km, a ima porječje od 682 km2. Njezin prosječni istjek je 6,4 m3/s. Izvor joj je močvara Loosalu u blizini Juurua, a ulijeva se u zaljev Lohusuu dio Finskog zaljeva. Pogotovo u gornjem toku rijeke je puno grgeča i štuka. 
Rijeka prolazi kroz grad Keila.
Na rijeci se nalazi vodopad Keila koji je visok 6 metara.

## Vanjske poveznice
|  | Zajednički poslužitelj ima još gradiva o temi Keila (rijeka) |